# Dexia parvicornis
Dexia parvicornis là một loài ruồi trong họ Tachinidae.